# Anja Jantschik

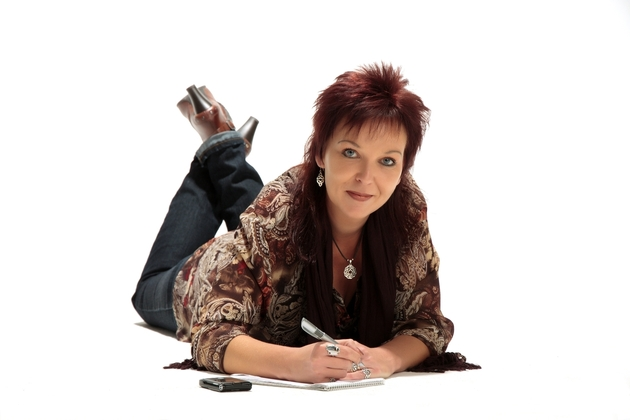
Anja Jantschik

Anja Jantschik (* 28. Mai 1969 in Mutlangen; † 13. September 2024 in Pfersbach) war eine deutsche Journalistin und Schriftstellerin, die vor allem Kriminalromane veröffentlichte.

## Leben und Werk
Anja Jantschik wurde am 28. Mai 1969 in Mutlangen geboren. Ihr Vater war Goldschmied in Schwäbisch Gmünd. Sie selbst entwickelte früh ihr Talent in der schreibenden Zunft. Seit den frühen 1990er-Jahren war die gelernte Einzelhandelskauffrau als freie Journalistin für diverse Zeitungen tätig, unter anderem für die Gmünder Tagespost sowie die Schwäbische Post beziehungsweise die Wirtschaft Regional im Ostalbkreis.
2006 erschien ihr erster Roman, der Thriller Mord zwischen den Zeilen. Die ersten fünf Ostalb-Krimis erschienen im Einhorn-Verlag in Schwäbisch Gmünd, der sechste Roman Mordtrieb wurde 2014 im alpha media Verlag veröffentlicht. Ihr siebenter Roman Remsmord erschien im Oktober 2015 ebenfalls im alpha media Verlag. Die Romane acht bis zehn mit den Titeln Mordschau, Klopfzeichen und Das Schweigen der Frauen hingegen erschienen wieder im Einhorn-Verlag. Als Krimiautorin las sie regelmäßig im Rahmen von Kulturwochen und Kulturveranstaltungen aus ihren Werken.
Anja Jantschik lebte zuletzt in Pfersbach und verstarb dort am 13. September 2024.

## Werke
- 2006: Mord zwischen den Zeilen (Einhorn-Verlag)
- 2007: Blauäugig! (Einhorn-Verlag)
- 2008: Naturtod (Einhorn-Verlag)
- 2010: Im Schatten des Einhorns (Einhorn-Verlag)
- 2012: Blutgarn (Einhorn-Verlag)
- 2014: Mordtrieb (alpha media Verlag)
- 2015: Remsmord (alpha media Verlag)
- 2019: Mordschau (Einhorn-Verlag)
- 2020: Klopfzeichen (Einhorn-Verlag)
- 2021: Das Schweigen der Frauen (Einhorn-Verlag)